# Schokbetonschuur
Een Schokbetonschuur, ook montageschuur genoemd, is een door de firma N.V. Schokbeton ontworpen en gebouwde schuur voor agrarische doeleinden, voornamelijk gebouwd in de Noordoostpolder. Schokbeton is een uitvinding van onder andere Gerrit Lieve gedaan en uitontwikkeld in de jaren 30 van de twintigste eeuw.
Na de Tweede Wereldoorlog was het belangrijk Nederland zo snel mogelijk op te bouwen in het kader van de wederopbouw. Door een schaarste aan materiaal en goede vaklieden moest ook zeer karig en eenvoudig gebouwd worden. De firma N.V. Schokbeton heeft hier op ingespeeld door een schuur te ontwerpen samen met de dienst bouwkundige afdeling van de Directie Wieringermeer die opgebouwd kan worden in drie dagen en afgewerkt kan worden in zes weken (inclusief voorbereiding) met lichte standaard prefab elementen. Een Schokbetonschuur bestaat uit gelamineerde houten spanten (de hoofddraagconstructie), betonnen gevelelementen en een dak voorzien van houten gordingen, sporen, een isolatielaag van riet en gedekt met veelal rode keramische pannen. De inrichting bestond slechts uit een prefab betonnen verdiepingsvloer en een prefab toiletruimte. Vanuit het oorspronkelijke gedachtegoed van de agrariër was de bodem in het begin van aangestampte aarde. Later werd er vaak een betonnen vloer in gegoten. Binnenwanden (niet dragend of constructief) moest de agrariër er met eigen materiaal zelf inzetten. De Schokbetonschuur werd vooral gebruikt als verzamelplaats voor het graan dat in de polder werd verbouwd.
De schuren kregen voornamelijk aan de voorzijde of de achterzijde (slechts) één grote roldeur. Aan de lange kanten werden één of meerdere loopdeuren in de betonnen frames gezet. In het dak werd vaak een enkel dakraam ter grootte van een dakpan toegepast. Voor de ontluchting werd op de nok een of meerdere ontluchtingsschoorstenen toegepast. Licht (daglicht) kwam naar binnen door de open betonnen vensters in de topgevels. In latere jaren is door de agrariërs zelf elektra, water en riolering toegevoegd.
Van de Schokbetonschuur zijn drie types bekend:
- 1949 - 1951 (generatie één - 171 exemplaren)
- 1952 - 1953 (generatie twee - 417 exemplaren)
- 1954 - 1958 (generatie drie - 390 exemplaren)

Het belangrijkste verschil tussen de drie types is de opzet van de betonnen gevelelementen, waardoor de gevel in de tweede en derde generatie een strakker uiterlijk heeft gekregen. Andere verschillen zijn een betere fundering, dikkere constructie-elementen en een betere kapconstructie. Tevens werd het in latere generaties mogelijk om stallen (boxen) voor vee in de stal op te nemen.
In totaal zijn er net geen duizend (978) Schokbetonschuren neergezet. Momenteel zijn er nog veel over. Deze worden niet meer louter ingezet als landbouwschuur.
| - Voorgevel - Jaartal op achtergevel - Zijgevel Afbeeldingen van een Schokbetonschuur van de tweede generatie. |